# Лејк Сарасота (Флорида)
Лејк Сарасота (енгл. Lake Sarasota) насељено је место без административног статуса у америчкој савезној држави Флорида.

## Демографија
По попису из 2010. године број становника је 4.679, што је 221 (5,0%) становника више него 2000. године.
| Група             | 2000.         | 2010.         |
| Белци             | 4.167 (93,5%) | 3.964 (84,7%) |
| Афроамериканци    | 37 (0,8%)     | 119 (2,5%)    |
| Азијати           | 14 (0,3%)     | 68 (1,5%)     |
| Хиспаноамериканци | 181 (4,1%)    | 454 (9,7%)    |
| Укупно            | 4.458         | 4.679         |